# Mignon
Pour les articles homonymes, voir Mignon (homonymie).

Changement dans la taille de la tête (en particulier la taille relative de l'os maxillaire et de la mandibule) en fonction de l'âge.

Le mignon caractérise ce qui est menu, délicat et doux aux formes souvent grosses et trapues ou bien enfantines. Le mignon est un type spécifique de beau (catégorie esthétique), proche du joli. Dans la réflexion esthétique, le mignon a été parfois opposé au sublime, par son opposition à la grandeur et à l'intensité. 

## Étymologie
Selon le Littré, le terme dérive d'un radical miñ-, exprimant originellement la gentillesse, la grâce, suivi du suffixe -on1*. Dès le XVe - XVIe siècle[évasif], mignon a supplanté mignot* dont seuls les dérivés (amignoter*, mignoter*) ont subsisté dans la langue.

## Description

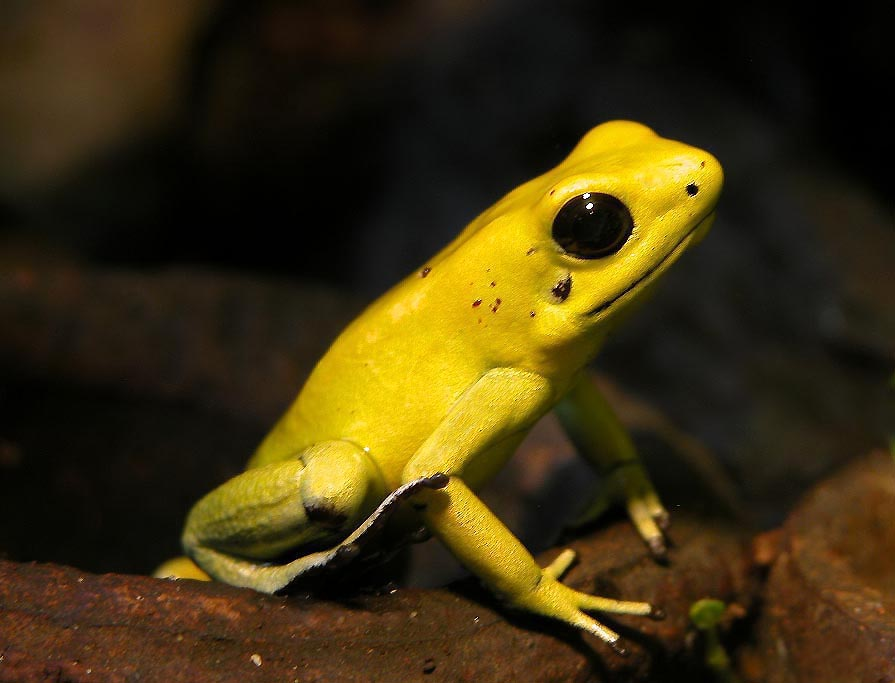
Certains types de grenouilles sont considérés comme mignons,.

Le mignon est habituellement caractérisé par (mais non limité à) un certain mélange de traits physiques juvéniles, en particulier la petite taille corporelle et une tête proportionnellement large, de grands yeux, des fossettes et autres parties du corps variées. Des traits de personnalité juvéniles, tels que la gaieté, la fragilité, la vulnérabilité, la curiosité, l'innocence, les comportements affectifs et un besoin d'être cajolé sont souvent considérés comme mignons.
L'éthologiste autrichien Konrad Lorenz a expliqué en 1949 que les traits physiques juvéniles provoquent chez les adultes une attention plus particulière, et aident ainsi les parents à prendre soin de leur enfant ; ils aideraient aussi à préserver la survie des espèces vivantes. Lorenz note que les humains réagissent plus positivement aux animaux qui ressemblent à des bébés avec de grands yeux, une grosse tête et un nez raccourci, qu'envers les animaux qui ne possèdent pas ces caractéristiques. Cela signifie que les humains préfèrent les animaux présentant des traits de néoténie (la néoténie est la conservation de caractéristiques juvéniles chez les adultes d'une espèce). Les animaux domestiques tels que les chiens et les chats sont souvent considérés comme mignons : les races d'animaux de compagnie ont été sélectionnées pour leurs caractéristiques juvéniles incluant les comportements non-agressifs et leur apparence.
D'autres études scientifiques ont ensuite confirmé la théorie de Lorenz. Il a par exemple été démontré que les adultes réagissent plus positivement à l'encontre des bébés qui sont mignons d'une manière stéréotypique. Des études ont également démontrées que les caractéristiques du mignon se sont étendues parmi les différentes cultures.
De toute évidence, le caractère « mignon » n'est pas uniquement attribué aux humains. Certains jeunes mammifères et oiseaux partagent les mêmes caractéristiques et proportions physiques, allant même au-delà de la taille requise, qui les distinguent des adultes de leurs propres espèces. Des animaux comme les koalas et les pingouins, par exemple, sont souvent considérés comme mignons. Le terme « mignon » a également été utilisé pour décrire le squelette d'un bébé Triceratops.

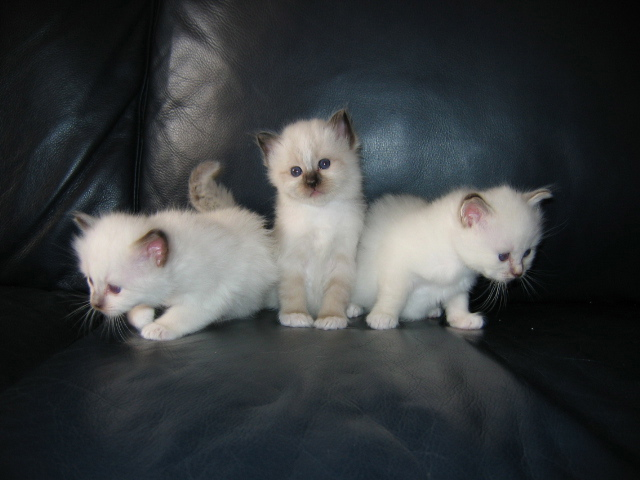
Les chatons sont souvent considérés comme mignons.

## Différences des sexes
Souvent, le mignon est perçu chez le bébé ou l'enfant en fonction de son sexe et de son comportement,. Dans l'étude de Koyama et al. (2006), les fillettes et petites filles sont perçues comme mignonnes pour leur attirance physique, plus que les jeunes garçons, tandis que l'étude menée par Karraker (1990) démontre que l'attention d'un adulte dans la protection d'un jeune garçon est uniquement fondée sur la perception de la joie et l'importance de l'enfant.
Le terme possède par extension une connotation liée à l'attrait d'une personne et à un intérêt esthétique érotique et sexuel.

## Galerie

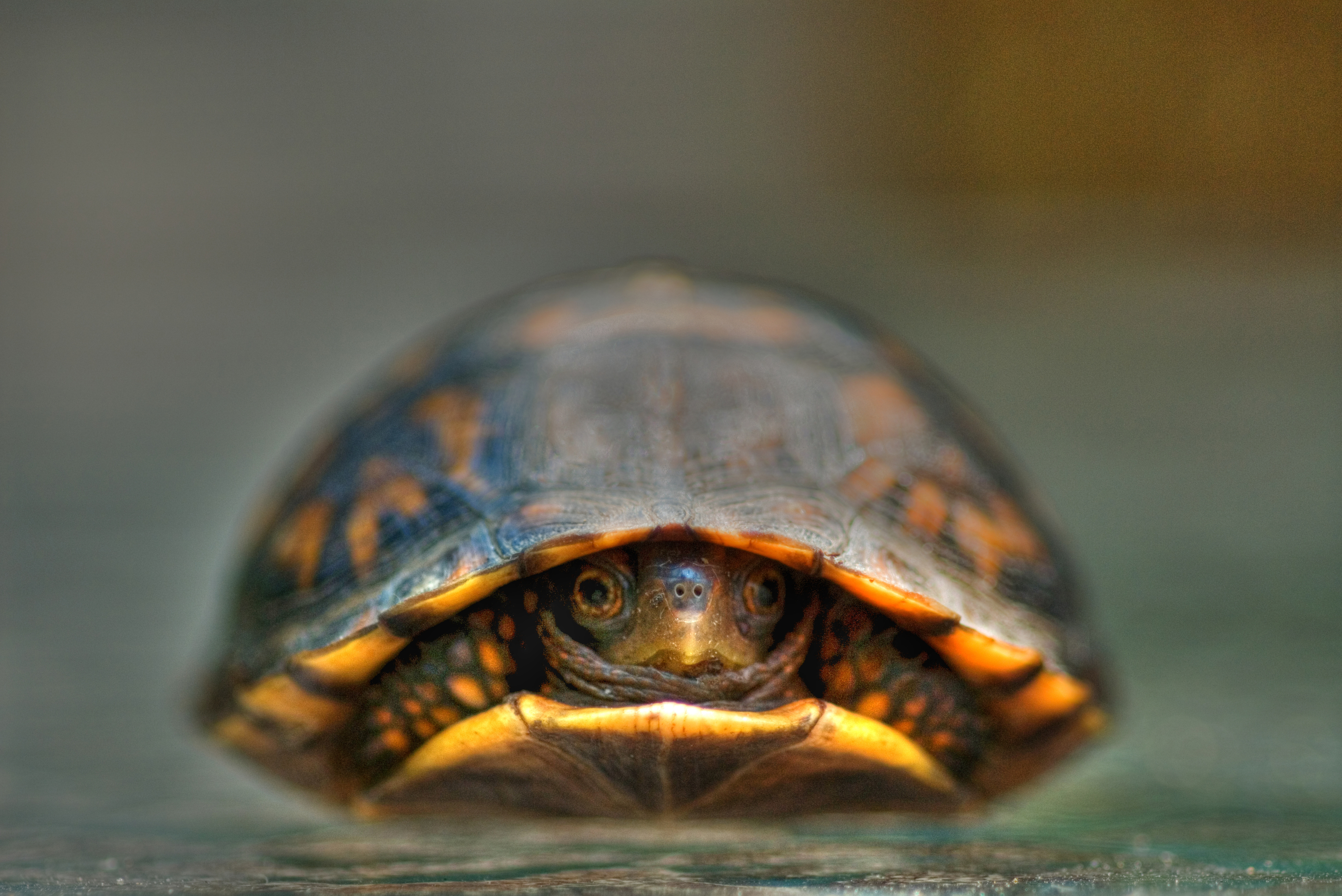
Tortue très jeune.
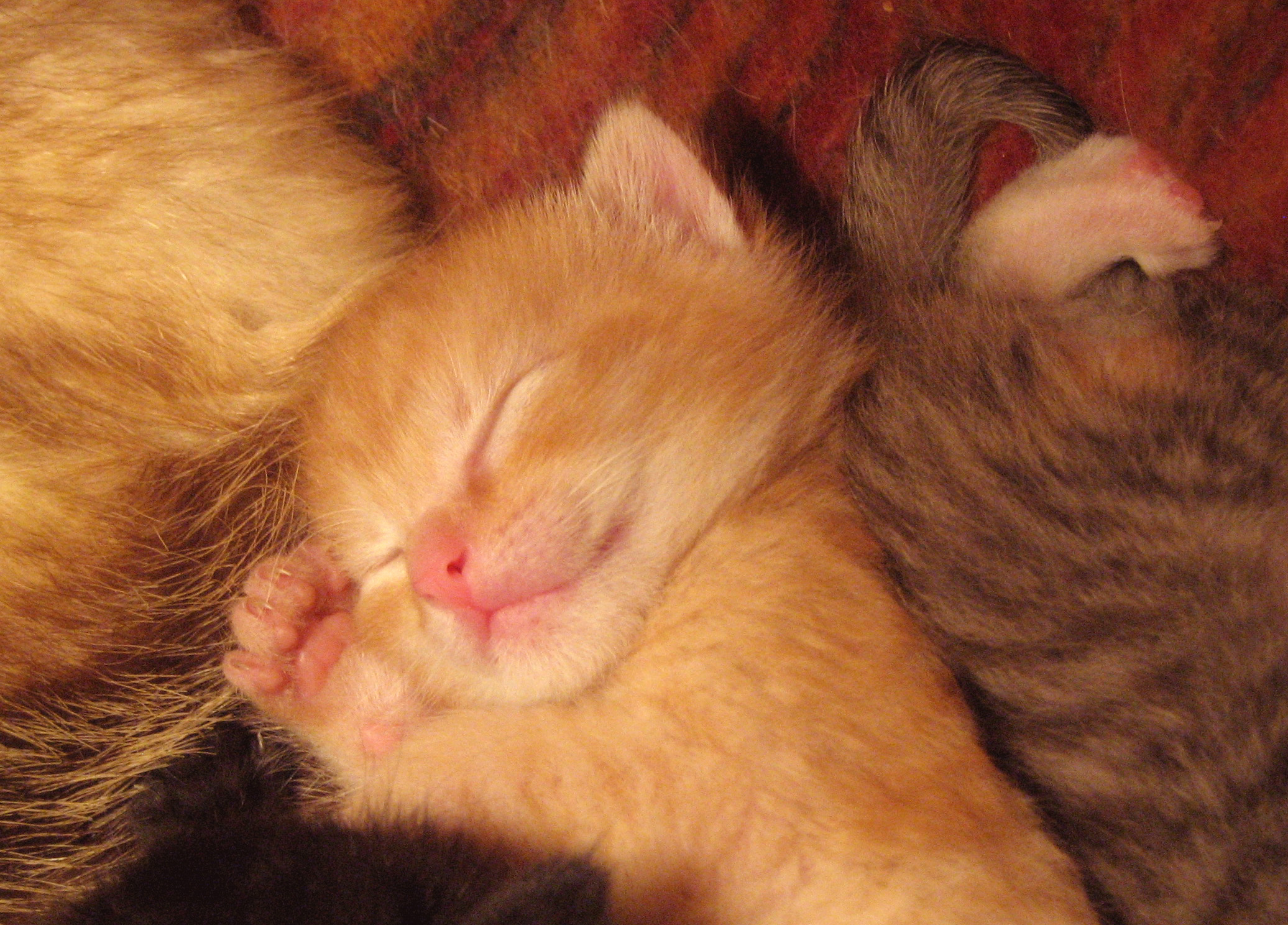
Chaton endormi.
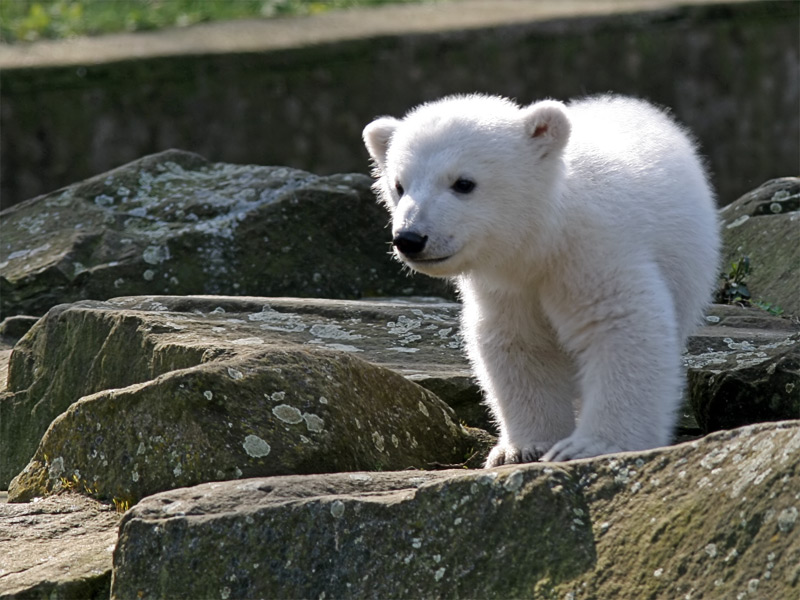
Knut, jeune ours polaire, jugé mignon par les médias[10].